# Puerto Patriada
Puerto Patriada es un paraje y balneario argentino ubicado en la Reserva Forestal de Uso Múltiple Lago Epuyén, en el departamento Cushamen, provincia del Chubut. El área protegida provincial se ubica en la margen norte del lago Epuyén a 14 km de la localidad de El Hoyo. Se accede desde El Hoyo mediante un camino que atraviesa chacras y bosques de pino (Pinus).
Posee un camping y una proveeduría y en las aguas del lago se pueden practicar deportes acuáticos como el kayak, bote a remo, vela y también pesca con mosca.

## Geografía

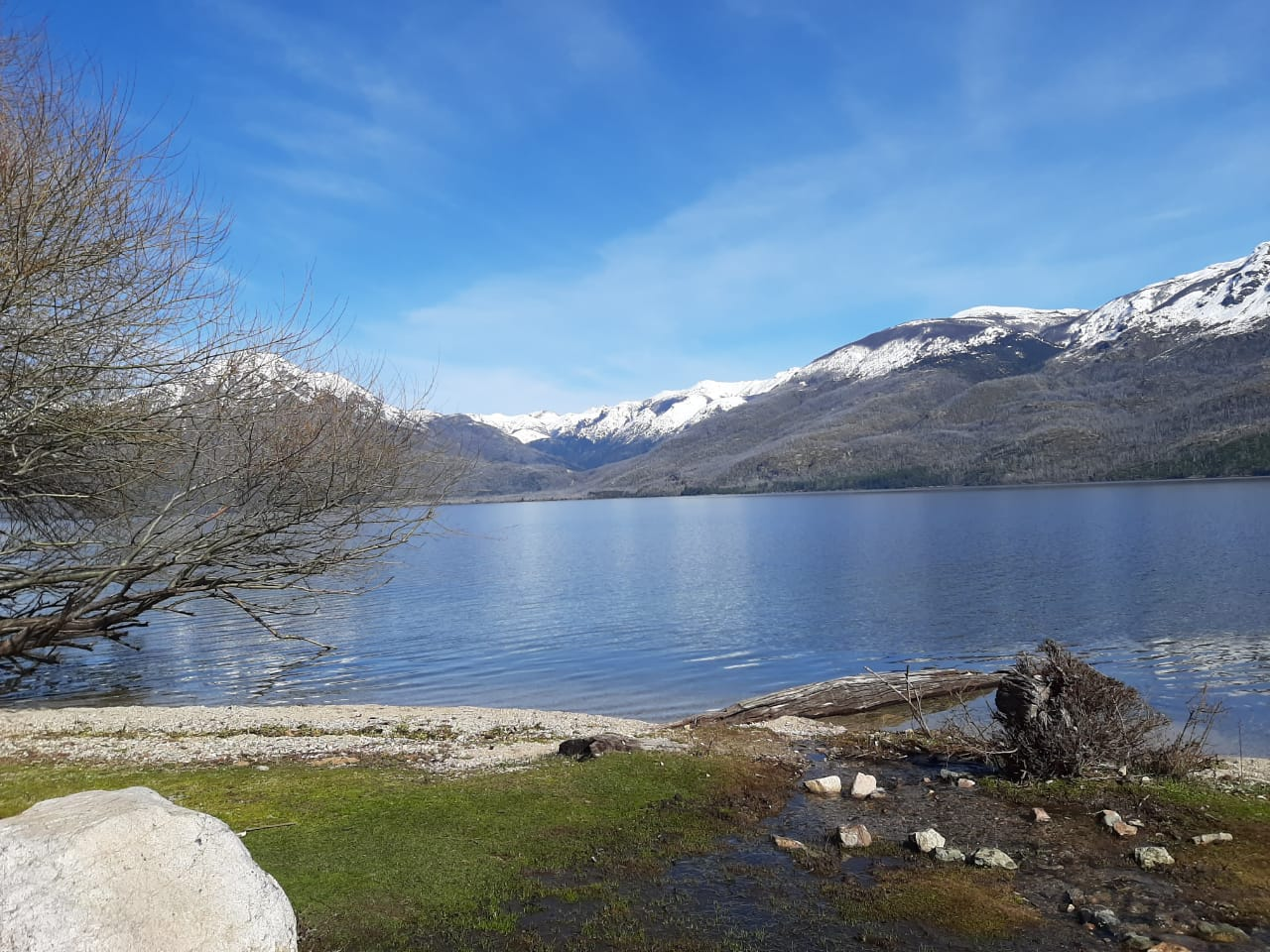
Lago en época invernal

Puerto Patriada se encuentra ubicado en las coordenadas 42°08′53.1″S 71°32′04.9″O / -42.148083, -71.534694, a 325 m s. n. m. Su clima es frío y húmedo, correspondiente con la Patagonia andina.
Toda la zona se encuentra cubierta de vegetación nativa, del tipo del bosque andino patagónico, con especies como el Ciprés de la Cordillera (Austrocedrus chilensis), Radal (Lomatia hirsuta), Coihue (Nothofagus dombeyi), el Ñire (Nothofagus antarctica), y la Lenga (Nothofagus pumilio), esta última únicamente sobre los 1000 m s. n. m. Se encuentran además gran cantidad de especies arbustivas nativas y exóticas, y forestaciones implantadas de pinos de diversas variedades.